# Zavodne, Narodîci
Zavodne (în ucraineană Заводне) este un sat în comuna Holubievîci din raionul Narodîci, regiunea Jîtomîr, Ucraina.
Localitatea face parte din regiunea istorică Volânia, iar după tratatul de pace de la Riga din 1921 a devenit parte a Uniunii Sovietice.